# Gilbert Redant
Gilbert Frans Redant (Haaltert, 6 augustus 1912 – aldaar, 13 december 1999) was een Vlaams schrijver, toondichter, cabaretier en auteur van dialectstudies.
Redant volgde algemeen secundair onderwijs aan het St.-Georges te Brussel en regentaat letterkunde aan het St.-Thomas in dezelfde stad. Hij was ruim dertig jaar onderwijzer aan de Gemeentelijke Jongensschool, later het Sint-Maarteninstituut afdeling Haaltert, tot hij in 1970 met pensioen ging.

## Cabaretier en muzikant
Gilbert Redant was de oprichter en leider van het Vreda-cabaret, een amateurgezelschap van broers en zussen, dat vanaf 1937 muziek en sketches uitbracht in zalen over heel Vlaanderen. In 1952 en 1953 - er was toen nog geen Vlaamse televisie - traden ze op voor de camera's van de regionale RTF-omroep Rijsel (Lille, Frankrijk) die toen deels uitzond in het Nederlands. In 1961 bracht de BRT het Vreda-nummer De eerste zondeval, een parodie op het Bijbelverhaal. Toch was de opkomende televisie uiteindelijk de concurrent waarvoor de groep moest wijken; in datzelfde jaar, 1961, trad Vreda voor het laatst op na meer dan 600 voorstellingen. Redant schreef en componeerde ruim 200 nummers voor het gezelschap. Vier van zijn liederen werden in 1952 onder het Olympia-label op grammofoonplaat uitgebracht; sindsdien was hij lid-vennoot van Sabam. Redant was ook buiten zijn eigen gezelschap actief als uitvoerend muzikant (zang, viool, saxofoon).
Na het einde van de cabaretgroep Vreda schreef Redant nog gelegenheidsmuziek waaronder een Latijnse mis, een paar Ave Maria’s en een Kantcantate ter gelegenheid van een tentoonstelling over kant, een product van de lokale huisnijverheid.

## Auteur
Redant was naast musicus ook auteur. Zo verscheen in 1971 van zijn hand een roman, die goed is ontvangen.  Wat volgde, 13 romans en 68 kortverhalen, bleef niettemin onuitgegeven.
Over het Haaltertse dialect, een bijzondere mengvorm van Brabants en Oost-Vlaams, schreef hij twee monografieën, nadat hij vanaf 1975 deze streektaal en het volksleven tijdens het interbellum was gaan bestuderen. Zijn werk resulteerde verder in artikels in onder meer het tijdschrift van  Heemkundige Kring Haaltert en in een radio-interview voor de VRT in 1993. Redant werkte ook mee aan de opbouw van het Woordenboek van de Vlaamse Dialecten van de vakgroep Nederlandse Taalkunde aan de UGent.

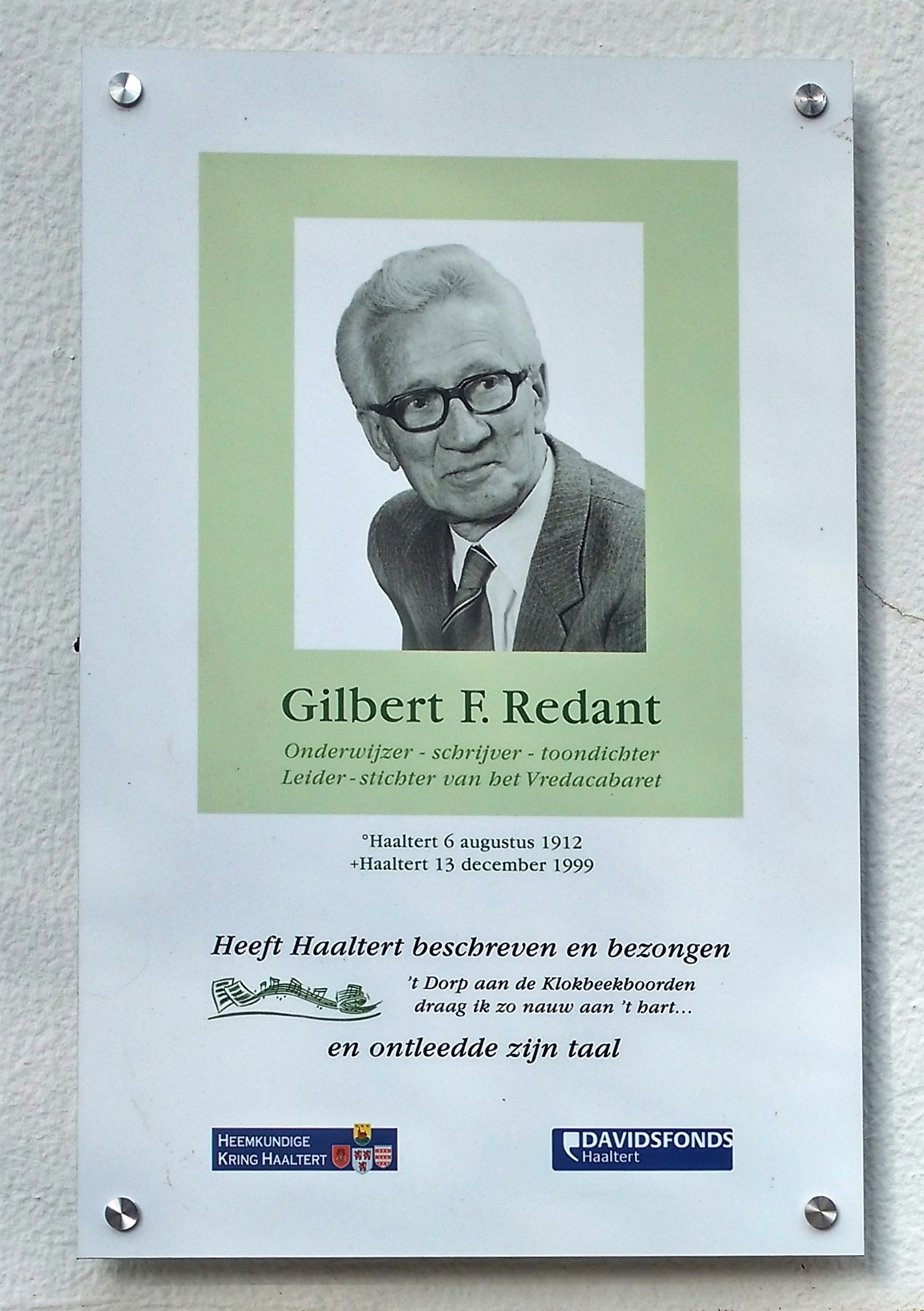
Gedenkplaat van Gilbert F. Redant, aangebracht aan het Warandehuis in Haaltert.

Ter gelegenheid van de 25ste en laatste aflevering van de jaarlijks door de plaatselijke Heemkring en het Davidsfonds georganiseerde Dialectkwis, gebaseerd op zijn monografieën, werd in 2016 een gedenkplaat onthuld.